# Togo aux Jeux olympiques d'hiver de 2026
Le Togo participera aux Jeux olympiques d'hiver de 2026 à Milan et Cortina d'Ampezzo, en Italie, du 6 au 22 février 2026. Ce sera sa troisième participation aux Jeux d'hiver.

## Délégation
Voici la liste du nombre de concurrents participants aux Jeux par discipline.
| Sport     | Hommes | Femmes | Total |
| --------- | ------ | ------ | ----- |
| Ski alpin | 1      | 0      | 1     |
| Total     | 1      | 0      | 1     |

## Médaillés
| Sport | Discipline | Athlète(s) | Performance | Date |
| ----- | ---------- | ---------- | ----------- | ---- |
|       |            |            |             |      |

| Sport | Discipline | Athlète(s) | Performance | Date |
| ----- | ---------- | ---------- | ----------- | ---- |
|       |            |            |             |      |

| Sport | Discipline | Athlète(s) | Performance | Date |
| ----- | ---------- | ---------- | ----------- | ---- |
|       |            |            |             |      |

## Résultats

### Ski alpin
Le Togo a présenté jusqu'à présent un skieur alpin masculin grâce au quota de base,.